# Alejandro Scopelli
Alejandro Scopelli (La Plata, 12 mei 1908 – Mexico-Stad, 23 oktober 1987) was een Italo-Argentijns voetballer en trainer.
Scopelli begon zijn carrière bij Estudiantes in zijn thuisstad La Plata. In 1931 maakte hij deel uit van de legendarische aanvalslinie Los Profesores samen met Miguel Ángel Lauri, Alberto Zozaya, Manuel Ferreira en Enrique Guaita. Hij scoorde dat seizoen 31 keer, maar werd nog voorbij gestoken door zijn ploegmaat Zozaya die 33 keer raak trof. In 1933 ging hij voor AS Roma spelen en hij werd ook Italiaans staatsburger, zijn familie was voorheen van Italië naar Argentinië geëmigreerd. Na nog enkele jaren bij de Parijse topclubs Red Star en Racing verkaste hij in 1939 naar Belenenses om op neutraal terrein te spelen gezien de oorlog woedde in Europa. Na nog een seizoen bij Benfica beëindigde hij zijn spelerscarrière bij Universidad de Chile.
Hij speelde ook voor het nationale elftal en zat in de selectie voor het WK in 1930.
Scopelli werd ook trainer en coachte vele teams. In 1955 was hij trainer van Sporting Lissabon toen deze club in de Europacup I de allereerste Europese wedstrijd ooit speelde tegen FK Partizan.